# Sheykh Maḩmūd
Sheykh Maḩmūd (persiska: شیخ محمود) är en ort i Iran.   Den ligger i provinsen Chahar Mahal och Bakhtiari, i den centrala delen av landet, 400 km söder om huvudstaden Teheran. Sheykh Maḩmūd ligger 1 767 meter över havet och antalet invånare är 348.
Terrängen runt Sheykh Maḩmūd är kuperad åt sydväst, men åt nordost är den bergig.Runt Sheykh Maḩmūd är det ganska glesbefolkat, med 26 invånare per kvadratkilometer. Närmaste större samhälle är Ardal, 4,4 km öster om Sheykh Maḩmūd. Omgivningarna runt Sheykh Maḩmūd är i huvudsak ett öppet busklandskap.